# Soustraction d'image noire
 (juin 2023).

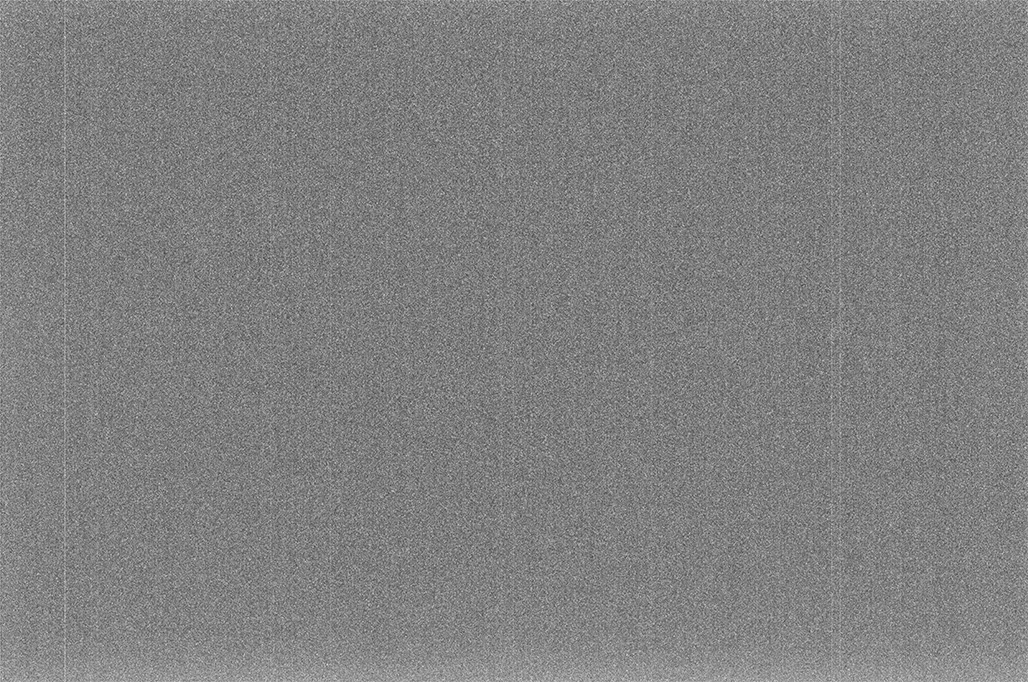
Une image noire d'un Nikon D300 avec un contraste amélioré pour accentuer le bruit

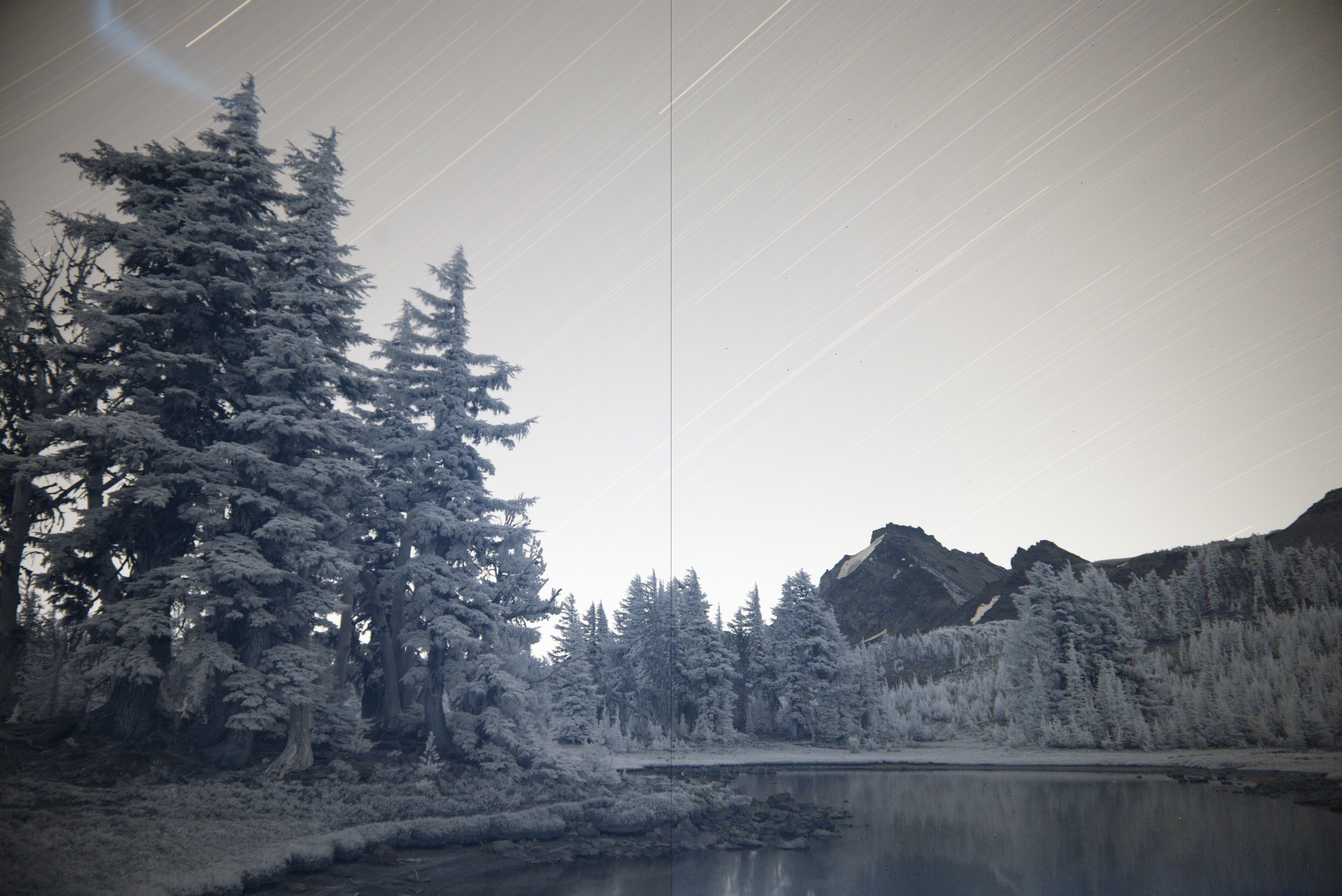
La soustraction de trame noire a été appliquée à la moitié gauche de l'image. La moitié droite provient directement du capteur d'image.

En photographie numérique, la soustraction d'image noire, également appelée soustraction de trame noire ou simplement soustraction de noir, est un moyen de réduire le bruit numérique de l'image des photographies prises avec de longs temps d'exposition, une sensibilité élevée du capteur ISO ou à des températures élevées. Le bruit du capteur d'image inclut les pixels chauds, qui s'allument plus intensément que les pixels environnants.
La technique fait intervenir deux composants de bruit d'image qui restent les mêmes d'une prise de vue à l'autre : le bruit du courant d'obscurité et le bruit à motif fixe (en) . Elle fonctionne en prenant d'abord une photo avec l'obturateur fermé, puis en soustrayant électroniquement celle-ci de la photo originale présentant le bruit.
Une image noire est une image capturée avec le capteur dans l'obscurité totale (c'est-à-dire avec un obturateur fermé ou l'objectif et le viseur bouchés). Une telle trame noire est essentiellement une image du bruit produit par le capteur. Une image noire, ou une moyenne de plusieurs images noires, peut ensuite être soustraite des images suivantes pour corriger le bruit à motif fixe.
Il est important que les images noires soient prises avec la même sensibilité ISO et le même temps d'exposition que la photo d'origine, car la luminosité du bruit de pixel fixe dépend des deux. Dans ces circonstances, une seule image sombre peut être soustraite de plusieurs photos prises avec les mêmes paramètres, ce qui représente un gain de temps et permet une réduction du bruit pour, par exemple, les images de filés d'étoiles, qui ne permettent pas d'interruption.
La soustraction d'images sombres est également utilisée en photogrammétrie numérique, pour améliorer le contraste des photogrammes satellitaires et aériens. Elle est considérée, avec la correction de champ plat, comme une bonne pratique de l'astrophotographie.